# آنتونین ماشا
آنتونین ماشا (چکی: Antonín Máša; ۲۲ ژوئیهٔ ۱۹۳۵ – ۴ اکتبر ۲۰۰۱) کارگردان فیلم و فیلم‌نامه‌نویس اهل کشور جمهوری چک بود.